# 芙蓉镇 (万安县)
芙蓉镇，是中华人民共和国江西省吉安市万安县下辖的一个乡镇级行政单位。

## 行政区划
芙蓉镇下辖以下地区：
城中社区、城南社区、城北社区、芙蓉村、龙溪村、五丰村、建丰村、光明村和金塘村。